# Еокурсор
Еокурсор (лат. Eocursor; букв. «ранній бігун») — рід вимерлих птахотазових динозаврів, що жили в пізньому тріассовом періоді (близько 216,5 — 203,6 млн років тому), на території нинішньої Південної Африки. Вперше описаний палеонтологом Річардом Батлером (Richard Butler) і його колегами в 2007 році. Представлений одним видом — Eocursor parvus.
Назву роду Eocursor утворено від грецького слова «eos» — «світанок» або «початок» і латинського «cursor» — «бігун». Видова назва утворена від лат. «parvus» — «маленький».
Скам'янілі рештки Eocursor були знайдені в 1993 році на території ферми Damplaats, поблизу міста Ladybrand, ПАР, у геологічній формації Lower Elliot, що відноситься до норіанського ярусу. Голотип SAM-PK-K8025 складається з часткового скелету. Реконструювання зовнішнього вигляду, а також опис динозавра було здійснено тільки в 2007 році палеонтологами R. Butler, R. Smith і D. Norman.
Належить до погано вивчених на сьогоднішній день ранніх птахотазових динозаврів (Ornithischia). За зовнішнім виглядом сильно відрізняється від загальноприйнятого вигляду рептилій даного ряду. Викопні рештки включають в себе кістки черепа, кінцівок, тазу і хребта, і є найбільш повними відомими останками скелета птахотазових динозаврів тріасового періоду на території Південної Африки.
Завдовжки Eocursor parvus досягав 1 м, а заввишки — 30 см. Листоподібні зуби ящера призначалися для пережовування виключно рослинної їжі. Верхні кінцівки мали великі, непропорційні до розмірів тіла, але дуже зручні для хапання. А будова кісток ящера і їх невелика вага свідчать, що тварина могла швидко і моторно переміщатися.